# Amyema squarrosa
Amyema squarrosa är en tvåhjärtbladig växtart som beskrevs av Danser. Amyema squarrosa ingår i släktet Amyema och familjen Loranthaceae. Inga underarter finns listade i Catalogue of Life.